# Santa Eulàlia de Millars

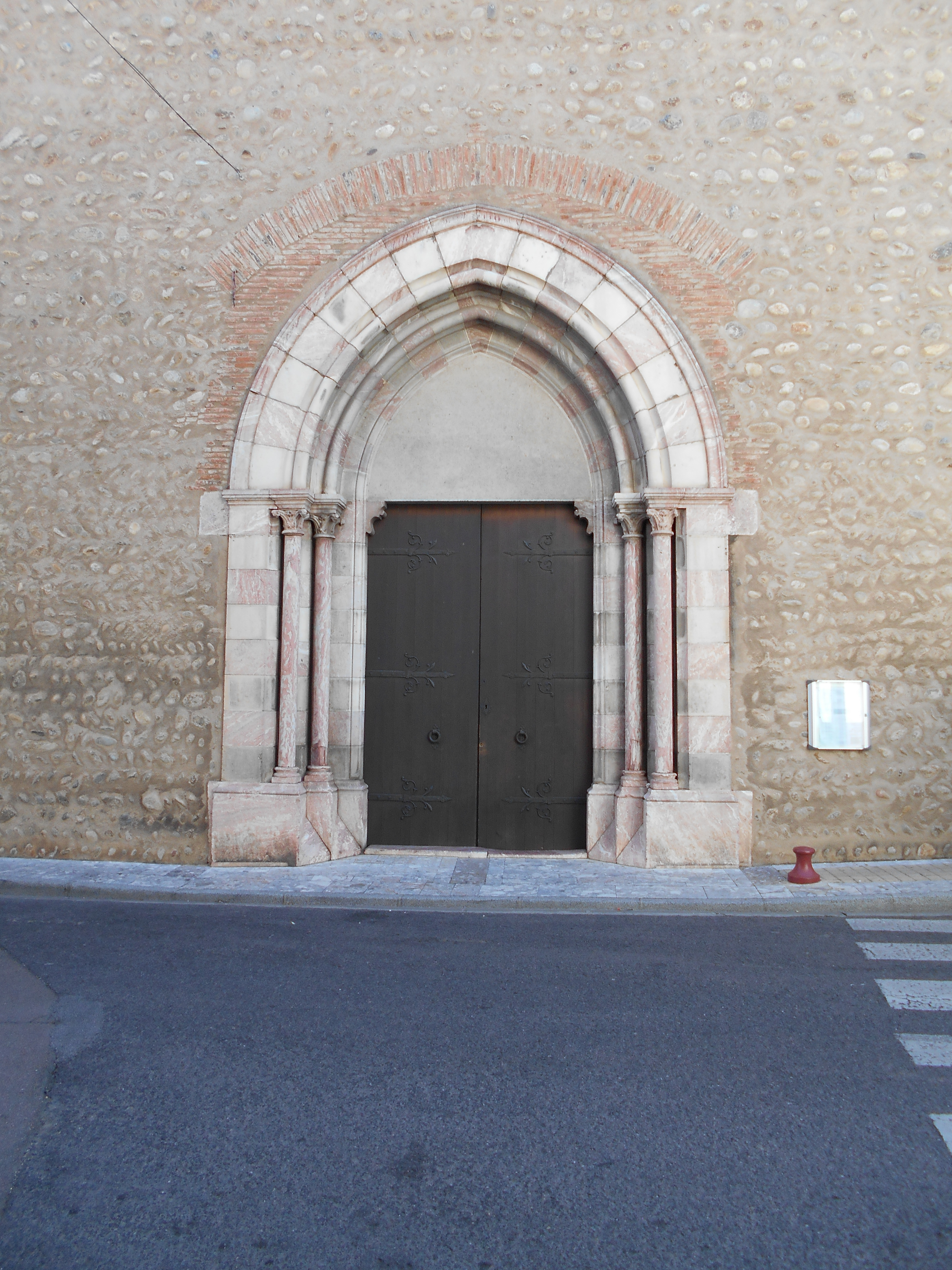
Portalada romànica de l'església

Santa Eulàlia de Millars és l'església parroquial del poble de Millars, cap de la comuna del mateix nom, de la comarca del Rosselló, a la Catalunya del Nord.
Està situada al bell mig del nucli originari de Millars, a la part nord del nucli urbà actual. Queda a peu de l'antiga carretera, que travessava Millars pel bell mig.

## Història
El topònim Millars és documentat des de darreries del segle ix, però, en canvi, l'existència de Santa Eulàlia de Millars no es corrobora mitjançant documents conservats fins al 1137, quan Ermengol de So fa una donació als clergues d'aquesta parròquia. La comunitat de preveres no es coneix documentalment fins a principis del segle xvi.

## L'edifici

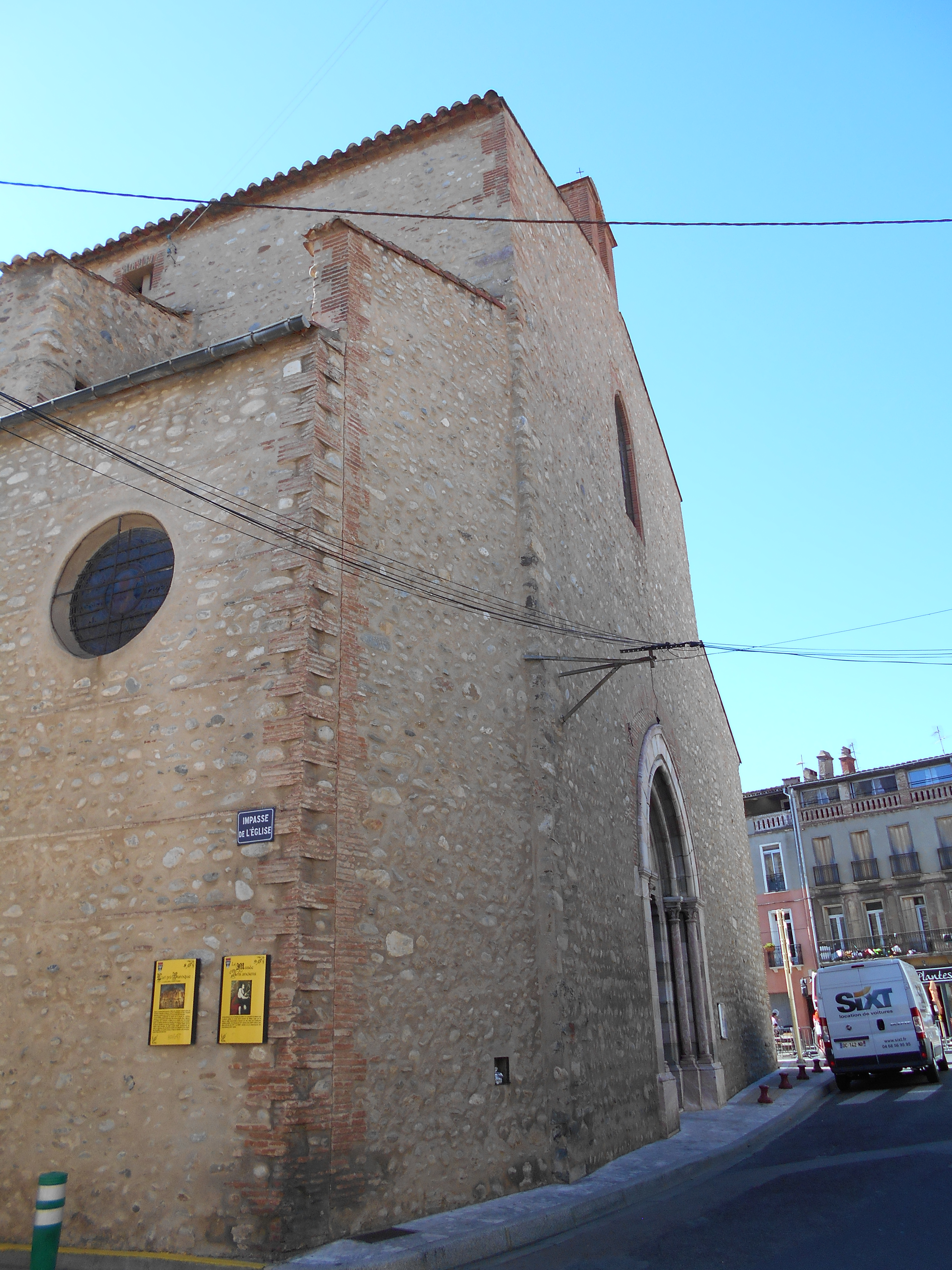
Façana occidental de l'església parroquial

Es tracta d'una església originalment del segle xii, com ho mostra el campanar romànic, pràcticament l'únic element que roman dempeus de l'església medieval, juntament amb la façana sud i la portalada de marbre de finals del segle xiii, la qual, tanmateix, fou traslladada el 1877 des del seu emplaçament originari. La major part de l'església actual correspon a una ampliació del segle xiv, tot i que la volta de creueria actual és del 1851-52. Originalment era coberta amb un embigat sobre arcs de diafragma.
El campanar romànic és fet de còdols del riu disposats en fileres regulars, amb pedres tallades a les cantoneres. En els dos primers pìsos presenta una decoració d'arcs llombards en sèries de quatre, entre amples lesenes. Té encara tres pisos més, separats interiorment per sostres i empostissats de fusta; els pisos tercer i quart tenen amples finestres, mentre que el superior, finestres geminades més petites.
Al mur de migdia, al costat occidental del campanar, s'obria el portal romànic, al fons d'un porxo que formava un passadís cobert al damunt seu, amb el portal romànic a l'interior (el pis superior del porxo permetia la comunicació entre la tribuna de ponent i el campanar); entre el 1870 i el 1880, però, s'obrí un nou portal a la façana oest, el porxo fou suprimit, i el portal romànic, traslladat a la mateixa paret mestra de l'església. La resta de passadís fou convertit en capella lateral, i el portal romànic, aparedat. De l'antic passadís es veu exteriorment l'arc apuntat damunt la porta romànica. En una reconstrucció del darrer terç del segle XX es netejà i consolidà el campanar, la porta romànica fou reoberta, i s'hi posà una porta nova, amb ferramenta d'imitació de les romàniques, que fou feta pel mestre forjador millàs Enric Bruguera.
Aquest portal romànic és fet amb marbre blanc de Ceret, data del segle xiii i té dos arcs adovellats situats en degradació, amb una arquivolta fent de guardapols, amb uns dibuixos en relleu de caràcter vegetal, però que inclouen un escut amb els quatre pals, cosa que permet datar el portal a l'entorn del 1271, quan Millars passà a domini del Comte de Barcelona i atorgà a la població una generosa carta de privilegis. Això permet assegurar que aquest portal és el darrer del romànic del Rosselló, ja que és només uns quinze anys anteriors al portal gòtic de la capella de la Santa Creu del Castell Reial de Perpinyà.
Als peus de la nau, a la part occidental, es conserva una notable tribuna gòtica, del 1442, de fusta esculpida i policromada. Està declarada monument històric. L'altar major té un retaule barroc de gran qualitat, obra de Llàtzer Tremulles el Vell, fet entre 1641 i 1645. A la sagristia es conserven plafons d'un altre retaule barroc destacable, el del Roser, així com una predella d'un altre retaule, aquest del segle xv i dedicat a santa Maria.